# Chlorakas
Chlorakas (griechisch Χλώρακας) oder Chloraka (griechisch Χλώρακα) ist eine Gemeinde im Bezirk Paphos in der Republik Zypern. Bei der Volkszählung im Jahr 2021 hatte sie 6422 Einwohner.

## Name
Zeugnissen aus dem Mittelalter zufolge hieß das Dorf früher Praskiuros, weil es sehr grün war und aus der Ferne wie ein grüner Schweif aussah. Es wurde auch Prastion genannt, weil es neben Paphos lag, und somit ein Vorort war. Der Name Chloraka stammt wahrscheinlich vom Namen des fränkischen Besitzers des Gebietes.

## Lage und Umgebung

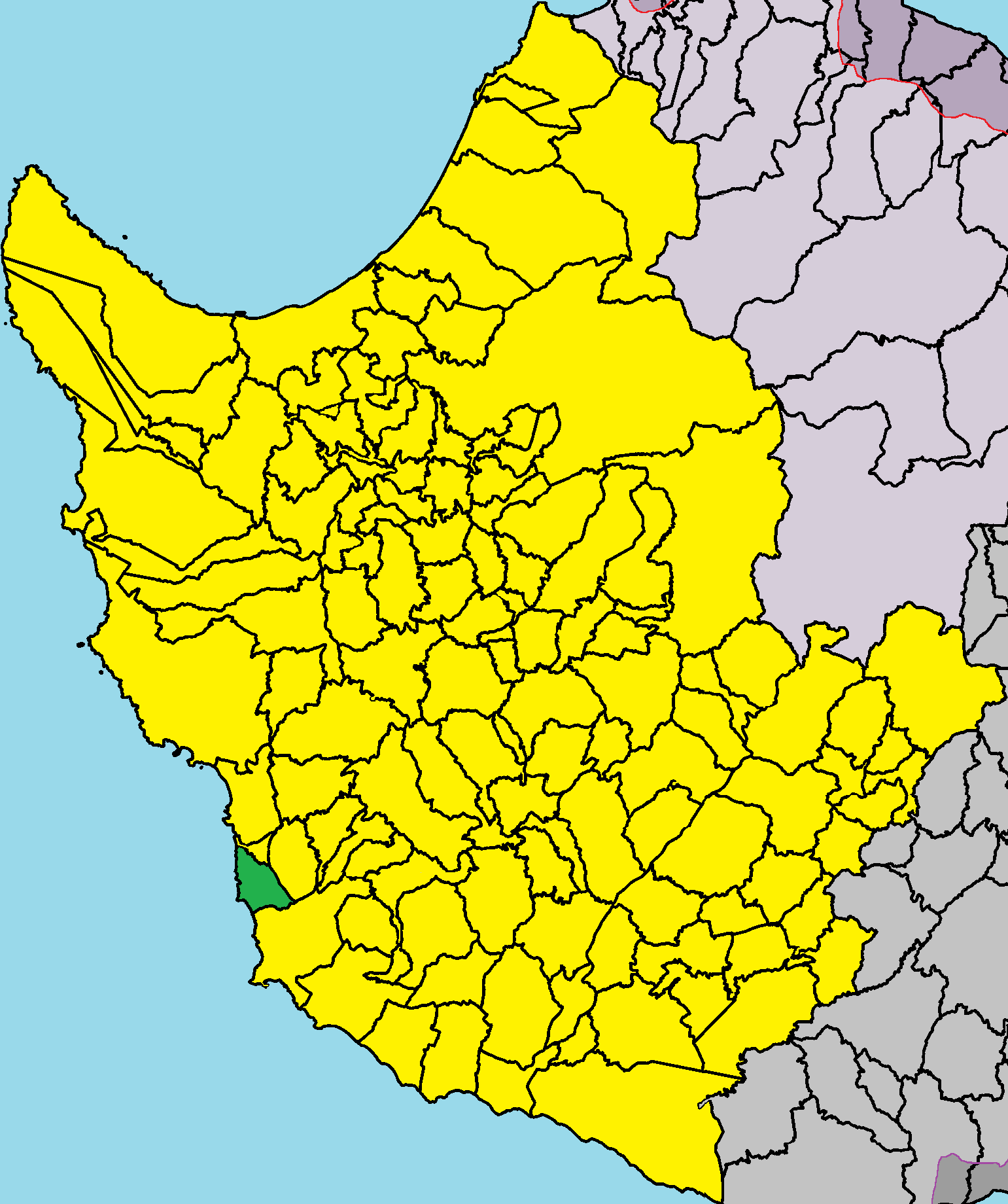
Lage im Bezirk Paphos

Chlorakas liegt im Westen der Mittelmeerinsel Zypern auf einer Höhe von etwa 70 Metern, etwa 5 Kilometer nordwestlich von Paphos, 150 Kilometer südwestlich von Nikosia und etwa 70 Kilometer von Limassol entfernt. Das 5,65464 Quadratkilometer große Dorf grenzt im Norden an Lemba, im Osten an Emba und im Süden an die Gemeinde Paphos.

## Geschichte

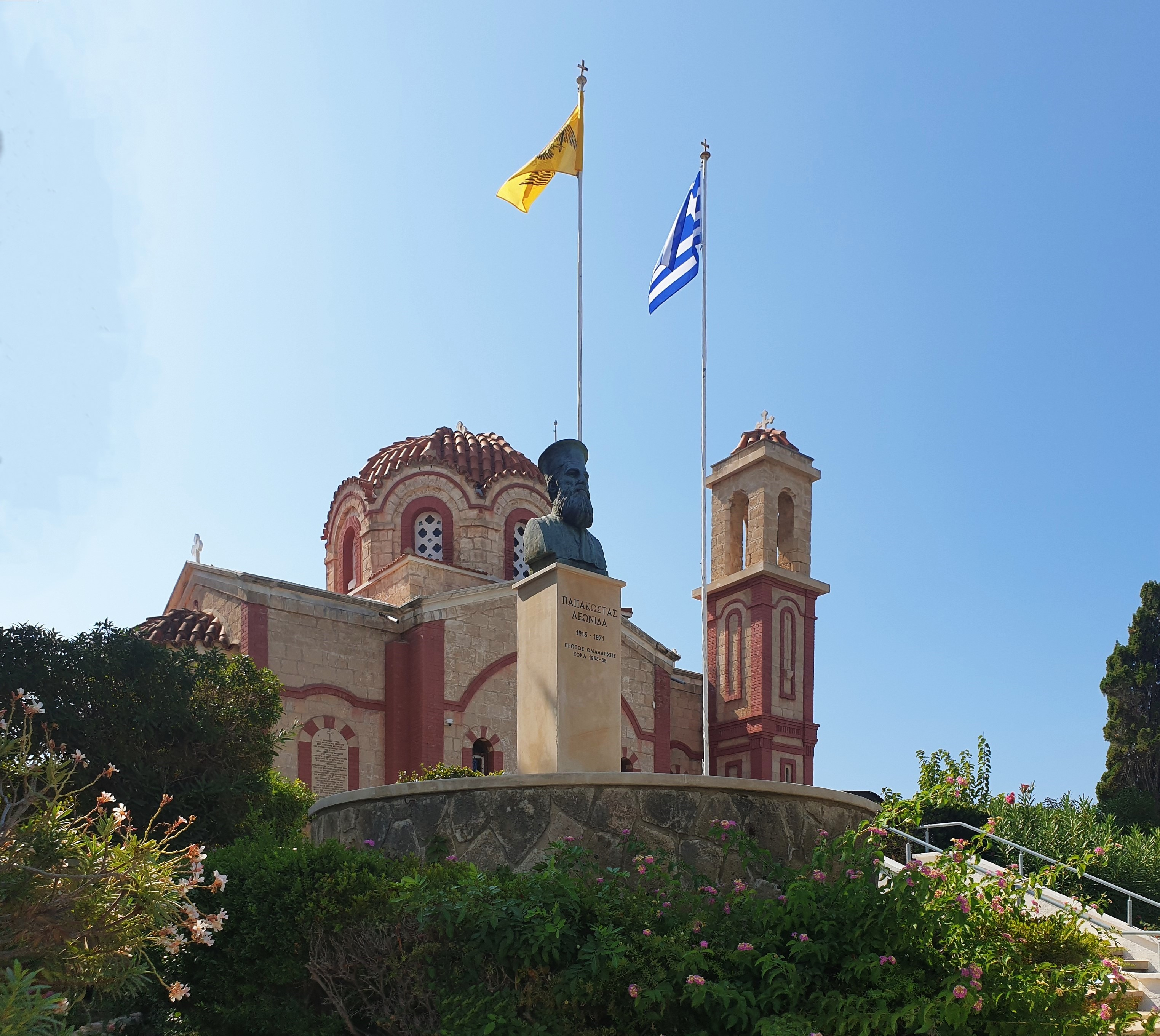
Kirche Agios Georgios, zur Erinnerung an Georgios Grivas errichtet

In Chlorakas und besonders in seinem Küstenteil wurden viele Werkzeuge und Gegenstände aus der Jungsteinzeit gefunden. Am Standort Palloures wurde 2019 eine Siedlung aus dem Chalkolithikum ausgegraben. Teile eines alten Aquädukts sind ebenfalls erhalten, wo Rigaina (eine Person der Volkstradition Zyperns) es der Legende nach gebaut hatte, um Wasser nach Paphos zu transportieren.
Während des Befreiungskampfes gegen die Briten landete Georgios Grivas 1954 mit dem Schiff „Siren“ am Strand von Chlorakas, kam nach Zypern, um später EOKA zu gründen. Die ersten Kämpfer dieser wurden in Chlorakas rekrutiert. Am selben Strand in Aliki kam 1965 das Boot Agios Nikolaos mit Waffen für den Kampf an. Das Boot wird heute an derselben Stelle in einem überdachten Schuppen aufbewahrt. Tatsächlich nahmen die Briten nach ihnen vorliegenden Informationen das Schiff und verhafteten den Kapitän Evangelos Loukas Koutalianos. Auf Kosten von Zina Kanther wurde die Kirche Agios Georgios an der Stelle des Strandes gebaut, an der Grivas landete.
Einwohner von Chlorakas haben an den Balkankriegen und dem Ersten Weltkrieg teilgenommen.

### Bevölkerungsentwicklung
| Jahr      | 1881 | 1891 | 1901 | 1911 | 1921 | 1931 | 1946 | 1960 | 1976 | 1982 | 1992 | 2001 | 2011 | 2021 |
| Einwohner | 195  | 248  | 299  | 378  | 525  | 642  | 878  | 1117 | 1324 | 1470 | 2032 | 3176 | 5356 | 6422 |